# WCFE-TV
WCFE-TV est une station de télévision publique de langue anglaise affiliée au réseau PBS et située à Plattsburgh dans l'État de New York. Appartenant à Mountain Lake Public Telecommunications Council, elle diffuse sur le canal 36 (virtuel 57.1) avec une puissance de 67 kW à partir du Mont Lyon, situé entre Plattsburgh et Malone (New York). Elle dessert le nord-est de l'État de New York, le sud-est de l'Ontario (incluant Cornwall), le Vermont et le Québec (incluant Montréal). Ses studios sont situés au 1, rue Sésame à Plattsburgh. Elle opère aussi deux sous-canaux numériques et s'identifie en ondes sous le nom de Mountain Lake PBS.

## Situation
WCFE est situé entre deux stations PBS, dont WETK à Burlington (Vermont) à l'est et WPBS-DT à Watertown (New York) à l'ouest. Les résidents du secteur couvert par WCFE reçoivent conséquemment deux stations PBS. Afin d'éviter la redondance, plusieurs émissions de WCFE sont diffusées à une heure ou journée différente.
L'auditoire canadien de WCFE est important: parmi ses 8 500 membres (en août 2007), 4 500 d'entre eux sont canadiens.

## Tour de transmission
Le 18 avril 2007, la tour de transmission de 400 pieds (122 m) du mont Lyon est tombée à la suite d'une accumulation de glace et de neige et a partiellement endommagé l'édifice qui abrite les équipements de transmission. Durant la reconstruction de la tour, WCAX-TV a offert de distribuer la programmation de WCFE sur un sous-canal numérique le 23 avril à partir du mont Mansfield. Au Québec, le câblodistributeur Vidéotron a fourni le signal de la station WTVS de Détroit à ses abonnés durant la panne. Thompson TBM a fourni une tour de transmission Affinity située dans la cour du studio jusqu'au retour en service de la tour de transmission principale le 9 octobre 2007 en analogique et le 23 octobre 2007 en numérique.
WCFE-TV a mis fin aux signaux analogiques le 17 février 2009, comme toutes les autres stations du marché.
Dans le cadre d'un programme gouvernemental visant à ré-allouer les fréquences 600 MHz aux services cellulaires impliquant des changements de fréquences, l'émetteur de la station a changé du canal 38 au canal 36 le 3 juillet 2020.

## Antennes
Les signaux numériques de WCFE sont multiplexés.
| Canal virtuel | Résolution | Ratio | Programmation                             |
| ------------- | ---------- | ----- | ----------------------------------------- |
| 57.1          | 1080i      | 16:9  | Programmation principale de WCFE / PBS HD |
| 57.2          | 480i       | 16:9  | NHK World                                 |
| 57.3          | 480i       | 16:9  | PBS Kids                                  |

Sur 57.3, WCFE a déjà diffusé ThinkBright (en) en 2009, Classic Arts Showcase (en) de janvier à septembre 2010, PBS World (en) jusqu'à juin 2015, et encore Classic Arts Showcase jusqu'à janvier 2017.
Il y a aussi quatre ré-émetteurs :
- W25AT Tupper Lake (New York)
- W25BT Monkton (Vermont)
- W60AO Port Henry, New York
- W67AR Willsboro, New York